# محمد بن أبي بكر الشلي
محمد بن أبي بكر الشلي (1030 - 1093 هـ) عالم دين مسلم حضرمي من أهل القرن الحادي عشر الهجري. اشتغل بالعلوم الدينية وسمع الحديث من المسندين. ارتحل إلى ظفار والهند، وأخذ عن جماعة علم العربية والصوفية، ثم سكن الحجاز، واستوطن مكة، ودرّس في المسجد الحرام عدة أعوام. له مؤلفات مشهورة في سير العلماء الأعلام وما ورد من أخبارهم وأحوالهم، منها كتابه «المشرع الروي».

## نسبه
محمد بن أبي بكر بن أحمد بن أبي بكر بن عبد الله الشلي بن أبي بكر بن علوي الشيبة بن عبد الله بن علي بن عبد الله باعلوي بن علوي الغيور بن الفقيه المقدم محمد بن علي بن محمد صاحب مرباط بن علي خالع قسم بن علوي بن محمد بن علوي بن عبيد الله بن أحمد المهاجر بن عيسى بن محمد النقيب بن علي العريضي بن جعفر الصادق بن محمد الباقر بن علي زين العابدين بن الحسين السبط بن الإمام علي بن أبي طالب، والإمام علي زوج فاطمة بنت محمد ﷺ.

فهو الحفيد 27 لرسول الله محمد ﷺ في سلسلة نسبه.

## مولده ونشأته
ولد في منتصف شعبان سنة 1030 هـ في تريم بحضرموت. حفظ القرآن على عبد الله بن عمر باغريب، وختمه وهو ابن عشر سنين. وحفظ «الجزرية»، و«العقيدة الغزالية»، و«الأربعين النووية»، و«الآجرومية»، و«القطر»، و«الملحمة»، و«الإرشاد»، وعرض محفوظاته على مشايخه. ثم اشتغل بالعلوم الدينية وسمع الحديث من المسندين، وقرأ ما تيسر من الكتب المعتبرة على أئمة أهل زمانه، مع الملازمة في تحصيل العلوم الشرعية والدينية والعربية، لا سيما الفقه وأصوله، والتصوف.

## شيوخه
أخذ عن جمع كثير في حضرموت، ثم ارتحل إلى الهند، وأخذ عن جماعة علم العربية، وصحب عددًا من الصوفية، ثم ارتحل منها إلى الحجاز واستقر بها، فمن مشايخه:
- والده أبو بكر بن أحمد الشلي
- أبو بكر بن حسين العيدروس
- أبو بكر بن عبد الرحمن بن شهاب الدين
- عبد الرحمن بن علوي بافقيه
- عبد الله بن أبي بكر الخطيب
- محمد بن أحمد بارضوان
- أحمد بن حسين بلفقيه
- أحمد بن عمر عيديد
- محمد بن أحمد باجبير
- عقيل بن عمران باعمر
- عمر بن عبد الرحيم بارجاء
- محمد بن علاء الدين البابلي
- عيسى بن محمد الثعالبي
- أحمد بن محمد القشاشي
- عبد العزيز بن علي الزمزمي
- زين العابدين بن عبد القادر الطبري

## تلاميذه
أخذ عنه خلق كثير في عدة علوم، من أشهرهم:
- سالم بن أبي بكر بن شيخان
- إمام الدين بن أحمد المرشدي
- حسن بن علي العجيمي
- إدريس بن أحمد الشماع
- مصطفى بن فتح الله الحموي

## من كلامه
| ” | إن من أعظم العلوم نفعًا، وأكثرها لخيري الدنيا والآخرة جميعًا، وأشدها في حياة القلوب وقعًا معرفة سير أولياء الله تعالى العارفين، الذين بأفعالهم وأقوالهم على الله دالين، فيحصل بذلك حسن الظن بهم، ومحبتهم الموصلة إلى أعلى الرتب، لقوله ﷺ: "المرء مع من أحب". | “ |

## مؤلفاته
له مؤلفات في التاريخ والتراجم وبعض العلوم الأخرى، وقد ضاع أكثرها، منها:
- «المشرع الروي في مناقب بني علوي»
- «السناء الباهر بتكميل النور السافر» في موقع archive.org
- «عقد الجواهر والدرر في أخبار القرن الحادي عشر» في موقع archive.org
- «رسالة في علم المجيب»
- «رسالتين مطولتين في علم الميقات بلا آلة»
- «رسالة في معرفة ظل الزوال كل يوم لعرض مكة المشرفة»
- «رسالة في معرفة اتفاق المطالع واختلافها»
- «رسالة في المقنطر»
- «رسالة في الإسطرلاب»
- شرح على «الإيضاح» للشيخ ابن حجر
- شرح «رسالة السنوسي في المنطق»
- «المنح المكية» شرح مختصر الرحبية المسمى بـ«التحفة القدسية» لابن الهائم
- «التحقيق الوافي شرح التنبيه»

## وفاته
توفي بمكة ليلة الثلاثاء في التاسع والعشرين من شهر ذي الحجة سنة 1093 هـ ختام العام الهجري، وصلّى عليه ضحى يومها بالمسجد الحرام إمامًا بالناس أحمد البشبيشي، ودفن بالمعلاة بحوطة آل شيخان.

### استشهادات
1. 1 2  مصطفى بن فتح الله الحموي (2011). فوائد الإرتحال ونتائج السفر في أخبار القرن الحادي عشر (ط. الأولى). دمشق، سوريا: دار نوادر. ج. المجلد الأول. ص. 175-184. ISBN:9789933418946.
2. ↑  "خلاصة عبقات الأنوار - السيد حامد النقوي - ج ٤ - الصفحة ٩٩". مؤرشف من الأصل في 2019-09-18. اطلع عليه بتاريخ 2020-03-20.
3. ↑  "al-Šillī, Muḥammad ibn Abī Bakr ibn Aḥmad, 1621‒1682" (بالإنجليزية). Archived from the original on 2020-03-20. Retrieved 2020-03-20.
4. ↑  المشهور، عبد الرحمن بن محمد (1404 هـ). شمس الظهيرة. جدة، المملكة العربية السعودية: عالم المعرفة. ج. الجزء الأول. ص. 346. {{استشهاد بكتاب}}: تحقق من التاريخ في: |تاريخ= (مساعدة)
5. ↑  الحبشي، عيدروس بن عمر (1430 هـ). عقد اليواقيت الجوهرية. تريم، اليمن: دار العلم والدعوة. ج. الجزء الثاني. ص. 914. {{استشهاد بكتاب}}: تحقق من التاريخ في: |تاريخ= (مساعدة)
6. ↑  القضماني، محمد ياسر (2014). السادة آل باعلوي وغيض من فيض أقوالهم الشريفة وأحوالهم المنيفة. دمشق، سوريا: دار نور الصباح. ص. 209.